# Ernest Gold
Ernest Gold (Vienna, 13 luglio 1921 – Santa Monica, 17 marzo 1999) è stato un compositore austriaco naturalizzato statunitense di colonne sonore cinematografiche.

## Biografia
Ernst Sigmund Goldner nacque nel 1921 a Vienna; suo padre suonava il violino e sua madre cantava. Studiò violino e pianoforte da quando aveva 6 anni e iniziò a comporre musica a 8: all'età di 13 anni, aveva già scritto un'intera opera. Da adolescente Gold andava al cinema non solo per guardare i film, ma anche per ascoltare la partitura musicale. Tra i più importanti compositori di film dell'epoca ammirava Max Steiner.
Nel 1938 Gold iniziò a frequentare l'Akademie für Musik und Darstellende Kunst di Vienna, ma si trasferì negli Stati Uniti dopo l'Anschluss dell'Austria, a causa dell'origine ebraica della sua famiglia. Negli Stati Uniti Gold lavorò come accompagnatore e compositore, scrivendo canzoni popolari a New York. Studiò anche con Otto Cesana e Leon Barzin presso la National Orchestra Association.
La NBC Orchestra eseguì la prima sinfonia di Gold nel 1939, appena un anno dopo il suo trasferimento nel paese. Nel 1941 Gold compose una sinfonia che fu poi eseguita alla Carnegie Hall nel 1945. Nello stesso anno Gold si trasferì a Hollywood, per lavorare con la Columbia Pictures; il suo primo lavoro significativo fu il commento musicale per il melodramma Girl of the Limberlost (1945). Dopo questa opportunità, Gold scrisse le musiche per altri film minori. Per i successivi dieci anni continuò a lavorare su film di serie B, principalmente orchestrando e arrangiando musica per film western e melodrammi.
Nel 1955 il regista Stanley Kramer gli offerse l'occasione di orchestrare il suo film Nessuno resta solo, la cui musica era stata scritta da George Antheil. Questa produzione aprì la porta a Gold per lavorare su altri spartiti scritti da Antheil e per orchestrare altri film di Kramer. Gold lavorò su quasi tutti i film diretti o prodotti da Kramer, tra cui Gli esclusi (diretto da John Cassavetes) e Questo pazzo, pazzo, pazzo, pazzo mondo.
Gold produsse la sua prima colonna sonora originale nel 1958 per Furia d'amare: già nel 1959, quando gli fu chiesto di firmare L'ultima spiaggia dopo che Antheil si ammalò e raccomandò Gold per il lavoro.
Gold è più noto per il suo lavoro su Exodus di Otto Preminger (1960); il compositore fu in grado di assistere a parte delle riprese del film e trascorse del tempo in Israele per assimilare il clima della storia che doveva musicare.
Successivamente, nel 1968, Gold scrisse un musical di Broadway chiamato I'm Solomon. Scrisse anche musica per la televisione. Negli anni successivi, Gold è stato il direttore musicale della Santa Barbara Symphony Orchestra. Ha anche fondato la Los Angeles Senior Citizens Orchestra.
I suoi lavori di musica orchestrale e cameristica ‘classica’ includono un concerto per pianoforte, un quartetto d'archi e una sonata per pianoforte.
I contributi di Gold sono stati riconosciuti con alcune candidature all'Oscar e ai Golden Globe. Per il suo contributo di autore di colonne sonore Gold ebbe inciso il suo nome nella Hollywood Walk of Fame: fu il primo compositore a ricevere questo riconoscimento.

## Filmografia parziale
- Furia d'amare (1958)
- L'ultima spiaggia (1959)
- Exodus (1960)
- Gli esclusi (1963)
- Questo pazzo, pazzo, pazzo, pazzo mondo (1963)
- Il segreto di Santa Vittoria (1969)
- Non rubare... se non è strettamente necessario (1977)

## Riconoscimenti
- Premio Oscar
  - 1960 – Candidatura per la migliore colonna sonora per L'ultima spiaggia
  - 1961 – Migliore colonna sonora per Exodus
  - 1964 – Candidatura per la migliore colonna sonora per Questo pazzo, pazzo, pazzo, pazzo mondo
  - 1964 – Candidatura per la migliore canzone per Questo pazzo, pazzo, pazzo, pazzo mondo
  - 1970 – Candidatura per la migliore colonna sonora per Il segreto di Santa Vittoria